# Federação Catarinense de Basquetebol
A Federação Catarinense de Basketball (FCB) é uma entidade que regulamenta e promove o basquetebol no estado de Santa Catarina. É filiada a Confederação Brasileira de Basketball e foi fundada em 31 de março de 1995.

## História
Após a dissolução da Federação Atlética Catarinense (FAC), entidade que administrava oficialmente, até o início da década de 90, as modalidades de basquetebol e vôlei no estado, foi fundada em 1995 a Federação Catarinense de Basketball (FCB). A Fundação da FCB foi realizada na capital catarinense, no Auditório do Conselho Regional de Contabilidade (CRC), através de Assembléia Geral Extraordinária, no dia 31 de Março de 1995.
São considerados fundadores da FCB, as seguintes entidades e representantes: A.A. Kohlbach e A.D. Jaraguá (Jaraguá do Sul), Hercílio Mendonça da Rosa; Ass. Amigos do Futuro (Balneário Camboriú), Francisco Santos; S.R.E. Ipiranga (Blumenau), Heino Ralf Marx e Nilton Pacheco; S.E. Bandeirante (Brusque), Oscar José Orsi Archer; A.A. Banco do Brasil (Concórdia), Jaime Borges Tarouco; A.D. Colegial (Fpolis), Silvio Ernesto Neves Bleyer; Associação Cecrisa (Criciúma), Paulo Roberto de Miranda Coutinho; Aloysio Soares de Oliveira, José Alberto Freyesleben Valle Pereira, Hans Werner Hackradt, Luiz Carlos Machado, Joaquim Felipe de Jesus, Nelson da Silva Aguiar, Adalir Pecos Borsatti, José Carlos Cardoso, André Kowalski Neto, João Kiyoshi Otuki, Maria Aparecida Tridapalli Archer, Margarete Nercolini Maidana, Vanessa Corrêa Grams e Luiz Alberto Martins.
Na mesma assembléia foi eleita por unanimidade, para um mandato de quatro anos, a primeira diretoria da Federação Catarinense de Basketball (FCB), sendo composta por: Oscar José Orsi Archer (Presidente) e Luiz Carlos Machado (Vice-Presidente), e o Conselho Fiscal da entidade, sendo os titulares: José Carlos Cardoso (Presidente), André Kowalski Neto, João Kiyoshi Otuki e suplentes: Joaquim Felipe de Jesus, Luiz Alberto Martins e Nelson da Silva Aguiar.

## Atualmente
Atualmente a FCB está entre as entidades estaduais com maior infra-estrutura na organização do basquetebol dentro do Brasil.
O sucesso de sua administração é refletido diretamente nos resultados que a mesma vêm alcançando nos últimos anos em cenário nacional. Suas seleções de base se enquadram entre as principais do país, tanto no naipe masculino, quanto no feminino. A quantidade de jogos e competições vêm crescendo significativamente nos últimos anos, transformando o estado de Santa Catarina em um dos maiores celeiros do basquete brasileiro.
Atletas de expressão nacional e internacional iniciaram sua trajetória dentro do estado, como Tiago Splitter, por exemplo. Hoje defendendo o Caja Laboral da Espanha e um dos principais nomes da seleção brasileira.
O crescimento da FCB se vê notório em todas as vertentes do basquetebol brasileiro. O estado é responsável pela organização de boa parte dos Campeonatos Brasileiros de Base nos últimos anos e possui um dos melhores quadro de árbitros do país.